# Jesús Corona
Jesús Manuel Corona Ruiz, detto Tecatito (Hermosillo, 6 gennaio 1993), è un calciatore messicano, centrocampista del Monterrey e della nazionale messicana.

## Biografia
Figlio di Narcizo Corona e Martha Elena Ruiz, ha un fratello minore, Jesús, anch'egli parte delle giovanili del Monterrey. Il suo soprannome ("El Tecatito") viene dal nome della famosa birra messicana Tecate, anche se da ragazzino era conosciuto come "El Coronita", dal nome della birra Corona. Il suo agente è l'argentino Matías Bunge.

## Caratteristiche tecniche
Destro di piede, viene schierato principalmente come ala destra o centrocampista esterno offensivo, posizione in cui può sfruttare la sua velocità e le sue grandi doti tecniche sia nel dribbling sia nel passaggio smarcante, mettendosi in luce come assist-man; può anche giocare agire come terzino destro. Per il suo stile di gioco è stato paragonato al suo ex compagno di squadra del Monterrey Jesús Arellano nonché alla leggenda messicana Cuauhtémoc Blanco per l'abilitá nel gioco acrobatico.

## Carriera

### Club
Nelle giovanili del Monterrey sin da quando aveva 15 anni, fa il suo debutto in prima squadra il 7 agosto 2010, giocando da titolare la partita di campionato contro l'Atlante provocando l'espulsione di Nicolás Torres dopo soli due minuti, prima di essere sostituito al 60º da Osvaldo Martínez.
Trova una certa continuità di impiego a partire dall'apertura 2012, nel quale totalizza 12 presenze.
Fa parte della spedizione che disputa il Mondiale per club 2011, dove il Monterrey viene eliminato al primo turno ai rigori dal Kashiwa Reysol, senza scendere mai in campo.
Partecipa al Mondiale per club 2012 segnando la prima rete della sua squadra nel quarto di finale contro l'Ulsan Hyundai e nella finale per il terzo posto contro l'Al-Ahly.
Dopo 48 presenze e 6 gol totali con il Monterrey, il 26 agosto 2013 viene acquistato dal club olandese del Twente per 3,5 milioni. Debutta con la nuova maglia il 25 settembre in Coppa d'Olanda nella sconfitta per 3-0 contro l'Heerenveen. Fa il suo esordio in campionato il 29 settembre in Twente-Groningen 5-0 segnando il quinto gol al minuto 85.
In tutto mette insieme 15 presenze e 2 gol. L'anno seguente segna 9 gol in 27 partite e il 17 maggio 2015, in occasione dell'ultima partita di campionato vinta per 1-3 contro l'Heerenveen, tocca quota 100 presenze con i club in totale.
Nell'agosto del 2015 si trasferisce al Porto per 10,5 milioni di euro, siglando un contratto con una clausola rescissoria di 50 milioni di euro.
Segna il primo gol il 25 ottobre dello stesso anno contro il Belenenses, partita conclusasi poi 4-0 contro la squadra del famoso quartiere di Lisbona.
Il 14 gennaio 2022 viene acquistato dal Siviglia.
Il 1º settembre 2023, dopo avere trovato poco spazio con gli andalusi a causa di un infortunio, rescinde il proprio contratto con il club e, contestualmente, fa ritorno al Monterrey dopo 10 anni.

### Nazionale
Esordisce con la nazionale messicana il 12 novembre 2014 in amichevole contro i Paesi Bassi. È convocato per la Copa América Centenario negli Stati Uniti.
Nel 2018 viene convocato per i Mondiali, ma non nel 2022 a causa di un infortunio.

## Statistiche

### Presenze e reti nei club
Aggiornate al 21 giugno 2025.
| Stagione           | Squadra            | Campionato         | Campionato | Campionato | Coppe nazionali | Coppe nazionali | Coppe nazionali | Coppe continentali | Coppe continentali | Coppe continentali | Altre Coppe | Altre Coppe | Altre Coppe | Totale | Totale |
| Stagione           | Squadra            | Comp               | Pres       | Reti       | Comp            | Pres            | Reti            | Comp               | Pres               | Reti               | Comp        | Pres        | Reti        | Pres   | Reti   |
| ------------------ | ------------------ | ------------------ | ---------- | ---------- | --------------- | --------------- | --------------- | ------------------ | ------------------ | ------------------ | ----------- | ----------- | ----------- | ------ | ------ |
| 2010-2011          | Monterrey          | PD                 | 1          | 0          | -               | -               | -               | CCL                | 2                  | 0                  | -           | -           | -           | 3      | 0      |
| 2011-2012          | Monterrey          | PD                 | 10         | 1          | -               | -               | -               | CCL                | 3                  | 1                  | Cmc         | 0           | 0           | 13     | 2      |
| 2012-2013          | Monterrey          | PD                 | 26         | 1          | -               | -               | -               | CCL                | 3                  | 1                  | Cmc         | 3           | 2           | 32     | 4      |
| 2013-2014          | Jong Twente        | ED                 | 3          | 0          | -               | -               | -               | -                  | -                  | -                  | -           | -           | -           | 3      | 0      |
| 2014-2015          | Jong Twente        | ED                 | 2          | 2          | -               | -               | -               | -                  | -                  | -                  | -           | -           | -           | 2      | 2      |
| Totale Jong Twente | Totale Jong Twente | Totale Jong Twente | 5          | 2          |                 | 0               | 0               |                    | 0                  | 0                  |             | 0           | 0           | 5      | 2      |
| 2013-2014          | Twente             | ED                 | 15         | 2          | CO              | 1               | 0               | -                  | -                  | -                  | -           | -           | -           | 16     | 2      |
| 2014-2015          | Twente             | ED                 | 27         | 9          | CO              | 4               | 2               | -                  | -                  | -                  | -           | -           | -           | 31     | 11     |
| Totale Twente      | Totale Twente      | Totale Twente      | 42         | 11         |                 | 5               | 2               |                    | 0                  | 0                  |             | 0           | 0           | 47     | 13     |
| 2015-2016          | Porto              | PL                 | 28         | 8          | CP+CdL          | 1+2             | 0+0             | UCL                | 4                  | 0                  | -           | -           | -           | 35     | 8      |
| 2016-2017          | Porto              | PL                 | 29         | 3          | CP+CdL          | 1+2             | 1+0             | UCL                | 9                  | 2                  | -           | -           | -           | 41     | 6      |
| 2017-2018          | Porto              | PL                 | 27         | 3          | CP+CdL          | 3+3             | 0+0             | UCL                | 8                  | 0                  | -           | -           | -           | 41     | 3      |
| 2018-2019          | Porto              | PL                 | 34         | 3          | CP+CdL          | 5+5             | 0+0             | UCL                | 8                  | 3                  | SP          | 1           | 1           | 53     | 7      |
| 2019-2020          | Porto              | PL                 | 33         | 4          | CP+CdL          | 5+4             | 0+0             | UCL+UEL            | 2+7                | 0                  | -           | -           | -           | 51     | 4      |
| 2020-2021          | Porto              | PL                 | 30         | 2          | CP+CdL          | 5+2             | 1+0             | UCL                | 10                 | 0                  | SP          | 1           | 0           | 48     | 3      |
| 2021-gen.2022      | Porto              | PL                 | 11         | 0          | CP+CdL          | 1+2             | 0+0             | UCL                | 4                  | 0                  | -           | -           | -           | 18     | 0      |
| Totale Porto       | Totale Porto       | Totale Porto       | 192        | 23         |                 | 41              | 2               |                    | 52                 | 5                  |             | 2           | 1           | 287    | 31     |
| gen.-giu. 2022     | Siviglia           | PD                 | 18         | 2          | CR              | 1               | 0               | UEL                | 3                  | 0                  | -           | -           | -           | 22     | 2      |
| 2022-2023          | Siviglia           | PD                 | 4          | 1          | CR              | 0               | 0               | UCL+UEL            | 0+0                | 0+0                | -           | -           | -           | 4      | 1      |
| ago.-set. 2023     | Siviglia           | PD                 | 2          | 0          | CR              | 0               | 0               | UCL                | -                  | -                  | SU          | 0           | 0           | 2      | 0      |
| Totale Siviglia    | Totale Siviglia    | Totale Siviglia    | 24         | 3          |                 | 1               | 0               |                    | 3                  | 0                  |             | 0           | 0           | 28     | 3      |
| 2023-2024          | Monterrey          | PD                 | 24         | 0          | -               | -               | -               | CCC                | 3                  | 1                  | -           | -           | -           | 27     | 1      |
| 2024-2025          | Monterrey          | PD                 | 35         | 2          | -               | -               | -               | CCC                | 1                  | 0                  | LC+CmC      | 2+2         | 1+1         | 40     | 4      |
| Totale Monterrey   | Totale Monterrey   | Totale Monterrey   | 96         | 4          |                 | 0               | 0               |                    | 12                 | 3                  |             | 7           | 4           | 115    | 11     |
| Totale Carriera    | Totale Carriera    | Totale Carriera    | 359        | 41         |                 | 46              | 4               |                    | 67                 | 8                  |             | 9           | 5           | 482    | 60     |

### Cronologia presenze e reti in nazionale
| Cronologia completa delle presenze e delle reti in nazionale ― Messico | Cronologia completa delle presenze e delle reti in nazionale ― Messico | Cronologia completa delle presenze e delle reti in nazionale ― Messico | Cronologia completa delle presenze e delle reti in nazionale ― Messico | Cronologia completa delle presenze e delle reti in nazionale ― Messico | Cronologia completa delle presenze e delle reti in nazionale ― Messico | Cronologia completa delle presenze e delle reti in nazionale ― Messico | Cronologia completa delle presenze e delle reti in nazionale ― Messico |
| Data                                                                   | Città                                                                  | In casa                                                                | Risultato                                                              | Ospiti                                                                 | Competizione                                                           | Reti                                                                   | Note                                                                   |
| ---------------------------------------------------------------------- | ---------------------------------------------------------------------- | ---------------------------------------------------------------------- | ---------------------------------------------------------------------- | ---------------------------------------------------------------------- | ---------------------------------------------------------------------- | ---------------------------------------------------------------------- | ---------------------------------------------------------------------- |
| 12-11-2014                                                             | Amsterdam                                                              | Paesi Bassi                                                            | 2 – 3                                                                  | Messico                                                                | Amichevole                                                             | -                                                                      | 61’                                                                    |
| 18-11-2014                                                             | Barysaŭ                                                                | Bielorussia                                                            | 3 – 2                                                                  | Messico                                                                | Amichevole                                                             | -                                                                      | 55’                                                                    |
| 31-5-2015                                                              | Tuxtla Gutiérrez                                                       | Messico                                                                | 3 – 0                                                                  | Guatemala                                                              | Amichevole                                                             | 1                                                                      | 46’                                                                    |
| 3-6-2015                                                               | Lima                                                                   | Perù                                                                   | 1 – 1                                                                  | Messico                                                                | Amichevole                                                             | -                                                                      | 66’                                                                    |
| 7-6-2015                                                               | San Paolo                                                              | Brasile                                                                | 2 – 0                                                                  | Messico                                                                | Amichevole                                                             | -                                                                      | 76’                                                                    |
| 12-6-2015                                                              | Viña del Mar                                                           | Messico                                                                | 0 – 0                                                                  | Bolivia                                                                | Coppa America 2015 - 1º turno                                          | -                                                                      |                                                                        |
| 15-6-2015                                                              | Santiago del Cile                                                      | Cile                                                                   | 3 – 3                                                                  | Messico                                                                | Coppa America 2015 - 1º Turno                                          | -                                                                      | 77’                                                                    |
| 18-6-2015                                                              | Rancagua                                                               | Messico                                                                | 1 – 2                                                                  | Ecuador                                                                | Coppa America 2015 - 1º turno                                          | -                                                                      | 62’                                                                    |
| 1-7-2015                                                               | Houston                                                                | Messico                                                                | 0 – 0                                                                  | Honduras                                                               | Amichevole                                                             | -                                                                      | 63’                                                                    |
| 9-7-2015                                                               | Chicago                                                                | Messico                                                                | 6 – 0                                                                  | Cuba                                                                   | Gold Cup 2015 - 1º turno                                               | -                                                                      | 72’                                                                    |
| 15-7-2015                                                              | Charlotte                                                              | Messico                                                                | 4 – 4                                                                  | Trinidad e Tobago                                                      | Gold Cup 2015 - 1º turno                                               | -                                                                      | 67’                                                                    |
| 19-7-2015                                                              | East Rutherford                                                        | Messico                                                                | 1 – 0 dts                                                              | Costa Rica                                                             | Gold Cup 2015 - Quarti di finale                                       | -                                                                      | 86’                                                                    |
| 22-7-2015                                                              | Atlanta                                                                | Panama                                                                 | 1 – 2 dts                                                              | Messico                                                                | Gold Cup 2015 - Semifinale                                             | -                                                                      | 59’                                                                    |
| 26-7-2015                                                              | Filadelfia                                                             | Giamaica                                                               | 1 – 3                                                                  | Messico                                                                | Gold Cup 2015 - Finale                                                 | 1                                                                      | 82’                                                                    |
| 10-10-2015                                                             | Pasadena                                                               | Stati Uniti                                                            | 2 – 3                                                                  | Messico                                                                | Amichevole                                                             | -                                                                      | 97’                                                                    |
| 13-10-2015                                                             | Toluca de Lerdo                                                        | Messico                                                                | 1 – 0                                                                  | Panama                                                                 | Amichevole                                                             | -                                                                      | 61’                                                                    |
| 13-11-2015                                                             | Città del Messico                                                      | Messico                                                                | 3 – 0                                                                  | El Salvador                                                            | Qual. Mondiali 2018                                                    | -                                                                      |                                                                        |
| 17-11-2015                                                             | San Pedro Sula                                                         | Honduras                                                               | 0 – 2                                                                  | Messico                                                                | Qual. Mondiali 2018                                                    | 1                                                                      | 61’                                                                    |
| 25-3-2016                                                              | Vancouver                                                              | Canada                                                                 | 0 – 3                                                                  | Messico                                                                | Qual. Mondiali 2018                                                    | 1                                                                      |                                                                        |
| 29-3-2016                                                              | Città del Messico                                                      | Messico                                                                | 2 – 0                                                                  | Canada                                                                 | Qual. Mondiali 2018                                                    | 1                                                                      |                                                                        |
| 1-6-2016                                                               | San Diego                                                              | Cile                                                                   | 0 – 1                                                                  | Messico                                                                | Amichevole                                                             | -                                                                      | 56’                                                                    |
| 5-6-2016                                                               | Glendale                                                               | Messico                                                                | 3 – 1                                                                  | Uruguay                                                                | Copa América                                                           | -                                                                      | 61’                                                                    |
| 9-6-2016                                                               | Pasadena                                                               | Messico                                                                | 2 – 0                                                                  | Giamaica                                                               | Coppa America Centenario - 1º turno                                    | -                                                                      | 63’                                                                    |
| 13-6-2016                                                              | Houston                                                                | Messico                                                                | 1 – 1                                                                  | Venezuela                                                              | Coppa America Centenario - 1º turno                                    | 1                                                                      | 72’                                                                    |
| 18-6-2016                                                              | Santa Clara                                                            | Cile                                                                   | 7 – 0                                                                  | Messico                                                                | Coppa America Centenario - Quarti di finale                            | -                                                                      | 61’                                                                    |
| 11-11-2016                                                             | New York                                                               | Stati Uniti                                                            | 1 – 2                                                                  | Messico                                                                | Qual. Mondiali 2018                                                    | -                                                                      |                                                                        |
| 3-6-2017                                                               | New York                                                               | Messico                                                                | 3 – 1                                                                  | Irlanda                                                                | Amichevole                                                             | 1                                                                      | 58’                                                                    |
| 9-6-2017                                                               | Città del Messico                                                      | Messico                                                                | 3 – 0                                                                  | Honduras                                                               | Qual. Mondiali 2018                                                    | -                                                                      | 69’                                                                    |
| 2-9-2017                                                               | Città del Messico                                                      | Messico                                                                | 1 – 0                                                                  | Panama                                                                 | Qual. Mondiali 2018                                                    | -                                                                      | 60’                                                                    |
| 5-9-2017                                                               | San José                                                               | Costa Rica                                                             | 1 – 1                                                                  | Messico                                                                | Qual. Mondiali 2018                                                    | -                                                                      | 63’                                                                    |
| 6-10-2017                                                              | San Luis Potosí                                                        | Messico                                                                | 3 – 1                                                                  | Trinidad e Tobago                                                      | Qual. Mondiali 2018                                                    | -                                                                      |                                                                        |
| 10-10-2017                                                             | San Pedro Sula                                                         | Honduras                                                               | 3 – 2                                                                  | Messico                                                                | Qual. Mondiali 2018                                                    | -                                                                      | 66’                                                                    |
| 23-3-2018                                                              | Santa Clara                                                            | Messico                                                                | 3 – 0                                                                  | Islanda                                                                | Amichevole                                                             | -                                                                      | 46’                                                                    |
| 29-5-2018                                                              | Pasadena                                                               | Messico                                                                | 0 – 0                                                                  | Galles                                                                 | Amichevole                                                             | -                                                                      | 76’                                                                    |
| 3-6-2017                                                               | Città del Messico                                                      | Messico                                                                | 1 – 0                                                                  | Scozia                                                                 | Amichevole                                                             | -                                                                      | 73’                                                                    |
| 9-6-2018                                                               | Brøndby                                                                | Danimarca                                                              | 2 – 0                                                                  | Messico                                                                | Amichevole                                                             | -                                                                      |                                                                        |
| 23-6-2018                                                              | Rostov sul Don                                                         | Corea del Sud                                                          | 1 – 2                                                                  | Messico                                                                | Mondiali 2018 - 1º turno                                               | -                                                                      | 71’                                                                    |
| 27-6-2018                                                              | Ekaterinburg                                                           | Messico                                                                | 0 – 3                                                                  | Svezia                                                                 | Mondiali 2018 - 1º turno                                               | -                                                                      | 75’                                                                    |
| 12-10-2018                                                             | San Nicolás de los Garza                                               | Messico                                                                | 3 – 2                                                                  | Costa Rica                                                             | Amichevole                                                             | -                                                                      | 61’                                                                    |
| 17-10-2018                                                             | Santiago de Querétaro                                                  | Messico                                                                | 0 – 1                                                                  | Cile                                                                   | Amichevole                                                             | -                                                                      | 62’                                                                    |
| 6-9-2019                                                               | East Rutherford                                                        | Stati Uniti                                                            | 0 – 3                                                                  | Messico                                                                | Amichevole                                                             | -                                                                      | 70’                                                                    |
| 10-9-2019                                                              | San Antonio                                                            | Argentina                                                              | 4 – 0                                                                  | Messico                                                                | Amichevole                                                             | -                                                                      | 63’                                                                    |
| 7-10-2020                                                              | Amsterdam                                                              | Paesi Bassi                                                            | 0 – 1                                                                  | Messico                                                                | Amichevole                                                             | -                                                                      |                                                                        |
| 13-10-2020                                                             | L'Aia                                                                  | Algeria                                                                | 2 – 2                                                                  | Messico                                                                | Amichevole                                                             | 1                                                                      |                                                                        |
| 14-11-2020                                                             | Wiener Neustadt                                                        | Corea del Sud                                                          | 2 – 3                                                                  | Messico                                                                | Amichevole                                                             | -                                                                      | 54’                                                                    |
| 27-3-2021                                                              | Cardiff                                                                | Galles                                                                 | 1 – 0                                                                  | Messico                                                                | Amichevole                                                             | -                                                                      |                                                                        |
| 30-3-2021                                                              | Wiener Neustadt                                                        | Costa Rica                                                             | 0 – 1                                                                  | Messico                                                                | Amichevole                                                             | -                                                                      | 81’                                                                    |
| 7-6-2021                                                               | Denver                                                                 | Stati Uniti                                                            | 3 – 2 dts                                                              | Messico                                                                | CONCACAF Nations League 2019-2020 - Finale                             | 1                                                                      | 66’                                                                    |
| 12-6-2021                                                              | Atlanta                                                                | Messico                                                                | 0 – 0                                                                  | Honduras                                                               | Amichevole                                                             | -                                                                      | 66’                                                                    |
| 4-7-2021                                                               | Los Angeles                                                            | Messico                                                                | 4 – 0                                                                  | Nigeria                                                                | Amichevole                                                             | -                                                                      | 66’                                                                    |
| 10-7-2021                                                              | Arlington                                                              | Messico                                                                | 0 – 0                                                                  | Trinidad e Tobago                                                      | Gold Cup 2021 - 1º turno                                               | -                                                                      |                                                                        |
| 14-7-2021                                                              | Dallas                                                                 | Guatemala                                                              | 0 – 3                                                                  | Messico                                                                | Gold Cup 2021 - 1º turno                                               | -                                                                      | 83’                                                                    |
| 18-7-2021                                                              | Dallas                                                                 | Messico                                                                | 1 – 0                                                                  | El Salvador                                                            | Gold Cup 2021 - 1º turno                                               | -                                                                      |                                                                        |
| 24-7-2021                                                              | Glendale                                                               | Messico                                                                | 3 – 0                                                                  | Honduras                                                               | Gold Cup 2021 - Quarti di finale                                       | -                                                                      | 85’                                                                    |
| 30-7-2021                                                              | Houston                                                                | Messico                                                                | 2 – 1                                                                  | Canada                                                                 | Gold Cup 2021 - Semifinale                                             | -                                                                      | 90’                                                                    |
| 1-8-2021                                                               | Paradise                                                               | Stati Uniti                                                            | 1 – 0                                                                  | Messico                                                                | Gold Cup 2021 - Finale                                                 | -                                                                      | 90’                                                                    |
| 5-9-2021                                                               | San José                                                               | Costa Rica                                                             | 0 – 1                                                                  | Messico                                                                | Qual. Mondiali 2022                                                    | -                                                                      | 71’                                                                    |
| 8-9-2021                                                               | Panama                                                                 | Panama                                                                 | 1 – 1                                                                  | Messico                                                                | Qual. Mondiali 2022                                                    | 1                                                                      | 85’                                                                    |
| 7-10-2021                                                              | Città del Messico                                                      | Messico                                                                | 1 – 1                                                                  | Canada                                                                 | Qual. Mondiali 2022                                                    | -                                                                      | 57’ 72’                                                                |
| 10-10-2021                                                             | Città del Messico                                                      | Messico                                                                | 3 – 0                                                                  | Honduras                                                               | Qual. Mondiali 2022                                                    | -                                                                      | 66’                                                                    |
| 13-10-2021                                                             | San Salvador                                                           | El Salvador                                                            | 0 – 2                                                                  | Messico                                                                | Qual. Mondiali 2022                                                    | -                                                                      | 20’                                                                    |
| 12-11-2021                                                             | Cincinnati                                                             | Stati Uniti                                                            | 2 – 0                                                                  | Messico                                                                | Qual. Mondiali 2022                                                    | -                                                                      | 75’                                                                    |
| 16-11-2021                                                             | Edmonton                                                               | Canada                                                                 | 2 – 1                                                                  | Messico                                                                | Qual. Mondiali 2022                                                    | -                                                                      | 46’                                                                    |
| 27-1-2022                                                              | Kingston                                                               | Giamaica                                                               | 1 – 2                                                                  | Messico                                                                | Qual. Mondiali 2022                                                    | -                                                                      | 71’                                                                    |
| 30-1-2022                                                              | Città del Messico                                                      | Messico                                                                | 0 – 0                                                                  | Costa Rica                                                             | Qual. Mondiali 2022                                                    | -                                                                      | 74’                                                                    |
| 2-2-2022                                                               | Città del Messico                                                      | Messico                                                                | 1 – 0                                                                  | Panama                                                                 | Qual. Mondiali 2022                                                    | -                                                                      | 69’                                                                    |
| 24-3-2022                                                              | Città del Messico                                                      | Messico                                                                | 0 – 0                                                                  | Stati Uniti                                                            | Qual. Mondiali 2022                                                    | -                                                                      | 79’                                                                    |
| 27-3-2022                                                              | San Pedro Sula                                                         | Honduras                                                               | 0 – 1                                                                  | Messico                                                                | Qual. Mondiali 2022                                                    | -                                                                      | 67’                                                                    |
| 30-3-2022                                                              | Città del Messico                                                      | Messico                                                                | 2 – 0                                                                  | El Salvador                                                            | Qual. Mondiali 2022                                                    | -                                                                      | 73’                                                                    |
| 2-6-2022                                                               | Glendale                                                               | Messico                                                                | 0 – 3                                                                  | Uruguay                                                                | Amichevole                                                             | -                                                                      | 75’                                                                    |
| 5-6-2022                                                               | Chicago                                                                | Messico                                                                | 0 – 0                                                                  | Ecuador                                                                | Amichevole                                                             | -                                                                      | 28’                                                                    |
| Totale                                                                 |                                                                        | Presenze                                                               | 71                                                                     |                                                                        | Reti                                                                   | 10                                                                     |                                                                        |

## Palmarès

### Club

#### Competizioni nazionali
- Campionato messicano: 1

Monterrey: Apertura 2010
- Campionato portoghese: 2

Porto: 2017-2018, 2019-2020
- Supercoppa di Portogallo: 2

Porto: 2018, 2020
- Coppa del Portogallo: 1

Porto: 2019-2020

#### Competizioni internazionali
- CONCACAF Champions League: 2

Monterrey: 2010-2011, 2011-2012
- UEFA Europa League: 1

Siviglia: 2022-2023

### Nazionale
- Campionato nordamericano Under-20: 1

2013
- Gold Cup: 1

2015

### Individuale
- Calciatore portoghese dell'anno: 1

2020